# دايسون كارتر
دايسون كارتر هو شخصية عامة وصحفي وكاتب وعالم كندي، ولد في 2 فبراير 1910 في سانت جون في كندا، وتوفي في 1996 في جرافنهورست في كندا.